# 拉里维耶尔
拉里维耶尔（法語：La Rivière，法語發音：[la ʁivjɛʁ]）是法国伊泽尔省的一个市镇，属于格勒诺布尔区。

## 地理
拉里维耶尔（45°14'13"N, 5°30'29"E）面积18.45 平方千米，位于法国奥弗涅-罗讷-阿尔卑斯大区伊泽尔省，该省份为法国东南部内陆省份，北起顺时针与安省、萨瓦省、上阿尔卑斯省、德龙省、阿尔代什省、卢瓦尔省和罗讷省。
与拉里维耶尔接壤的市镇（或旧市镇、城区）包括：伊泽尔河畔圣康坦、拉尔邦克、蒙托、波列纳、圣热尔韦、韦科尔山区欧特朗梅欧德尔。

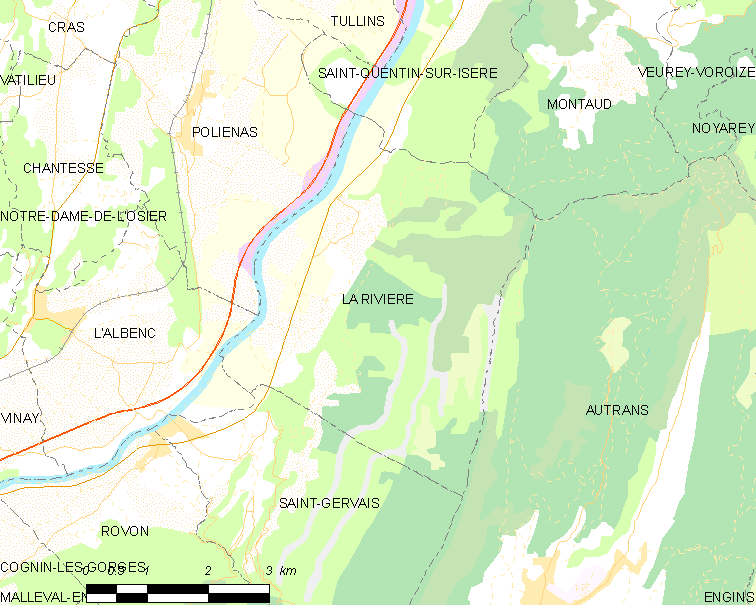
拉里维耶尔的OSM定位图

拉里维耶尔的时区为UTC+01:00、UTC+02:00（夏令时）。

## 行政
拉里维耶尔的邮政编码为38210，INSEE市镇编码为38338。

## 政治
拉里维耶尔所属的省级选区为南格雷西沃当县。

## 人口

1962-2008年间拉里维耶尔人口变化图示

拉里维耶尔于2022年1月1日时的人口数量为725人。